# Gottfried Neubert

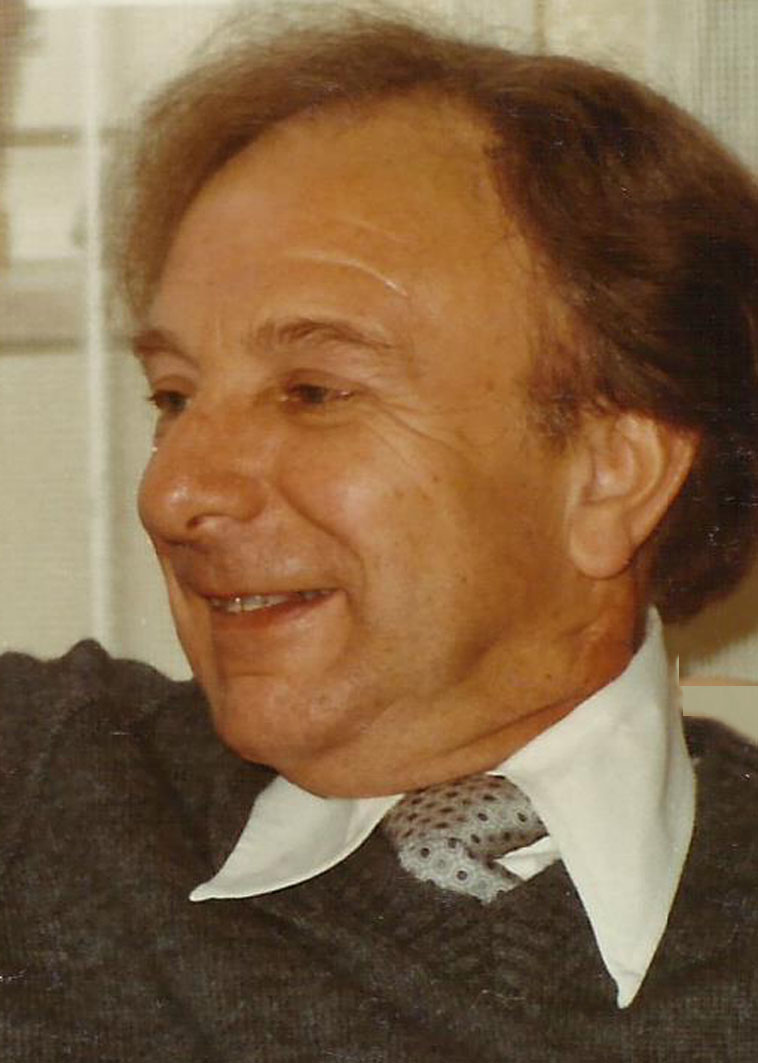
Gottfried Neubert, Kirchenmusiker und Komponist (1926–1983)

Gottfried Neubert (* 15. Oktober 1926 in Zwönitz; † 2. August 1983 in Frankfurt am Main) war ein deutscher Kirchenmusiker und Komponist.

## Leben
Gottfried Neubert war Sohn des Bankoberinspektors und Vorsitzenden des Erzgebirgsvereins Erich Neubert (1897–1971) und lebte mit seinen Eltern zunächst einige Jahre an seinem Geburtsort Zwönitz, wo sein Großvater mütterlicherseits, Friedrich Hermann Löscher (1860–1944), als Pfarrer amtierte. 1931 zog die Familie nach Frankfurt am Main. Dort besuchte Gottfried Neubert die Kleistschule (im 2. Weltkrieg zerstört) und anschließend das Lessing-Gymnasium, sein Klassenlehrer war Otto Schumann. In der Lutherkirche wurde er 1941 konfirmiert.
1942 wurde er mit der gesamten Schulklasse als Flakhelfer eingezogen, 1944 kam er zur Marineinfanterie nach Ostfriesland, wo er im April 1945 bei Dörpen in britische Kriegsgefangenschaft geriet. Im Kriegsgefangenenlager (118 Mardy-Camp, Wales) hatte er die Möglichkeit Gottesdienste und Konzerte musikalisch mitzugestalten. Durch die Bekanntschaft mit Hans Rudolf Siemoneit in einem der Lager, entschloss er sich Kirchenmusik zu studieren.
Nach seiner späten Entlassung aus Kriegsgefangenschaft 1948, studierte er ab 1949 zunächst an der Kirchenmusikschule, später an der Musikhochschule Frankfurt u. a. bei Helmut Walcha (Orgel), Kurt Hessenberg (Komposition) und Philipp Reich (Chorleitung). Gottfried Neubert war ab 1952 bis zu seinem frühen und plötzlichen Tod 1983 Kantor an der Lutherkirche in Frankfurt. Er komponierte hauptsächlich Kirchenmusik für den praktischen Gebrauch wie Liedsätze, Motetten, Kantaten (auch für Kinderchor), Kanons, Quodlibets, Instrumentalstücke (u. a. für Blechbläser) sowie Choralvorspiele und andere Werke für Orgel solo. Zu Landesposaunentagen und Landeskirchengesangstagen verfasste er Auftragskompositionen.
Gottfried Neubert war mit der Kirchenmusikerin Renate Neubert (1934–2024) verheiratet und hat vier Kinder, die sich ebenfalls mannigfaltig mit Musik beschäftigen.

## Werke (Auswahl)
- Choralpraxis: 29 Vorspiele für die Orgel, Strube-Verlag, 2005
- Kommt herzu: drei Introitus-Psalmen, Strube-Verlag, 1997
- Sonne der Gerechtigkeit: Choralkantate für 3 Bläserchöre, Strube-Verlag, 1997
- Wach’ auf, wach’ auf, ’s ist hohe Zeit (EG 244): Partita; für Orgel, Strube-Verlag, 1997
- Wir wollen alle fröhlich sein: Choralkantate zur Osterzeit, Hänssler Musik, 1990
- Zwei Choralpartiten und eine kleine Bläsermusik für Trompeten und Posaunen, Merseburger Verlag, 1988
- Jesus zieht in Jerusalem ein (Text und Melodie), 1968 (EG 314)[4]
- Singet fröhlich im Advent (Text und Melodie), 1977 (EG 536) im Regionalteil Hessen-Nassau/Kurhessen-Waldeck und Singt von Hoffnung Neue Lieder für die Gemeinde, Evangelisch Lutherisches Landeskirchenamt Sachsen, 2013, Lied Nr. 1
- Erhalt uns, Herr (EG 193): Kantate für 4-stg. gem. Chor und Instrumente, Strube-Verlag, 2017